# Prežba

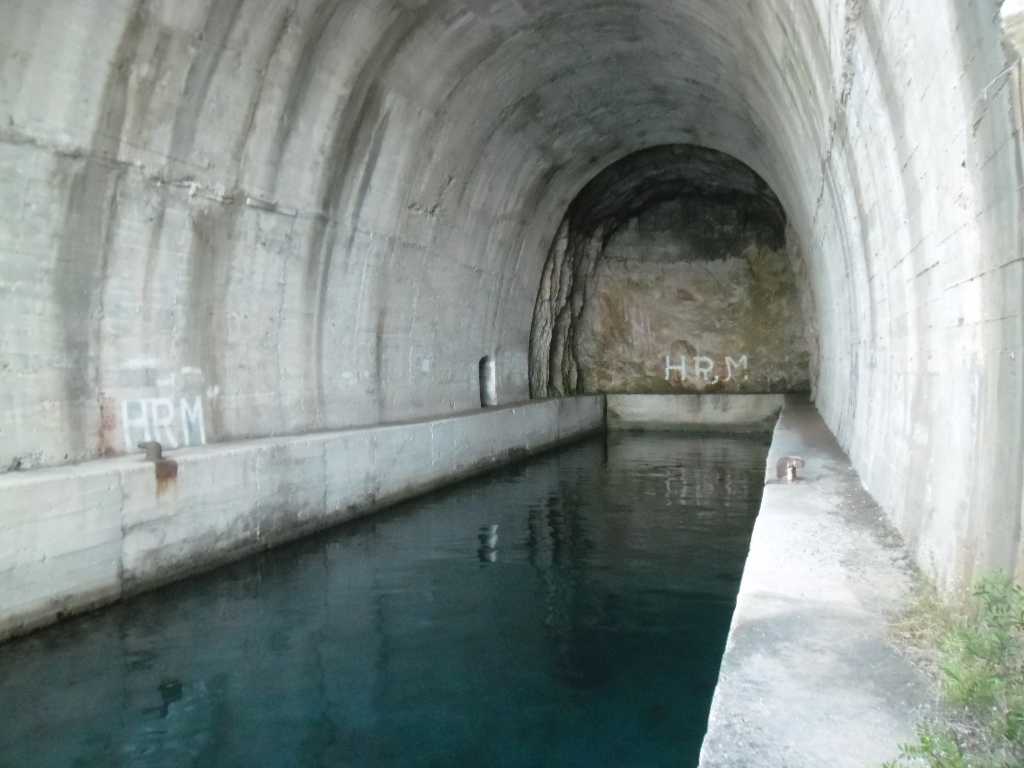
Facilidad Ejército, Prežba

La Isla Prežba (en croata: Otok Prežba) es una pequeña isla deshabitada en la parte croata del mar Adriático, situada al noroeste de la isla de Lastovo en el sur de Dalmacia. Se conecta a Lastovo por un puente en el pueblo de Pasadur de Lastovo. La superficie de Prežba es de 2,81 km², pero su línea de costa alcanza los 14,23 kilómetros de longitud, debido a la gran cantidad de calas de la isla. Su pico más alto llega a los 136 m sobre el nivel del mar. Hay un faro en el lado sur de la isla, al otro lado de la bahía de Ubli.